# 이규용 (1888년)
이규용(李逵鎔, 1888년 6월 13일 ~ ?)은 조선 말기의 왕족이자 대한제국의 황족, 관료, 일제강점기의 조선 귀족이다. 완순군 이재완의 아들이다. 언제 남작, 자작에 임명됐는지 알 수 없으나, 1911년에는 남작이었고, 1926년 순종 붕어 시에는 자작이었다. 일제강점기에는 보성전문학교 재단 이사로 활동했고, 해방 후 이달용, 윤홍섭 등과 함께 구 황실 재산을 지키는 구황실관리위원회를 조직해 활동했다. 경기도 양주 와공(현, 남양주시 와부읍) 출신.

## 생애
아버지는 완순군 이재완이고, 어머니는 판서 서상조의 딸 대구서씨이다. 이달용의 동생이다. 양주군 와공면 월곡(현, 남양주시 와부면 월문리) 출신으로 서울특별시 종로구 가회동 178번지로 이주하여 생활하였다.
그의 가계는 본래 조선 선조(宣祖)의 아홉째 서자 경창군 이주(慶昌君 李珘)의 후손으로, 왕족 대우는 그의 8대조 서천군 이황(西川君 李榥)의 대에 끝났다. 그러나 경창군 주의 8대손 음현령을 지내고 증 좌찬성에 추증된 이신응(李愼應)의 아들인 그의 아버지 이재완이 흥완군 이정응의 양자가 되었다. 흥완군의 동생 흥선군 하응의 차남 명복이 고종으로 즉위하면서 그도 왕실의 가까운 근친이 되었다.
1905년(광무 8년) 8월 17일 목릉참봉(穆陵參奉)에 임명되었다. 9월 15일 다시 목릉참봉에 재임명되었으나 9월 16일 의원면관하였다. 1909년에는 대한흥학회 회원으로 활동했으며, 그해 4월 20일 40전을 기탁하였다.
1911년 7월 20일 남작으로 순헌황귀비의 상사 때 종척 집사(宗戚執事)로 참여하였다. 1919년 1월부터 고종의 국장 기간 중 고종태황제빈전혼전주감(高宗太皇帝殯殿魂殿主監)의 낭청으로 참여하였다. 1월 22일에는 고종의 국상 때 종척 집사(宗戚執事)로 참여하였다.
1925년 보성전문학교 재단 평의원이었다. 1926년 4월 26일에는 자작이었는데, 순종의 국상 때 종척 집사(宗戚執事)로 참여하였다. 그해 5월 10일에는 순명효황후 민씨의 천릉시종척집사(遷陵時宗戚執事)의 한 사람으로 참여하였다. 그밖에 보성전문학교의 재단 이사로 활동했다.
1927년 2월 27일 경성지방법원에 파산 신청을 하였는데, 일본인 고리대금업자 도변경조로부터 채권 5천원, 도염동 9번지 조중면 등이 차압을 걸어와 파산신청을 했다.
1928년 그는 당시 동일은행 전무취체역(專務取締役, 오늘날 전무이사) 한상룡(韓相龍)에게 집을 매각하였다. 그의 옛 집은 후일 가회동 산업은행관리가(嘉會洞 産業銀行管理家) 또는 가회동 이규용 가옥(嘉會洞 李逵鎔 家屋), 가회동 한씨 가옥(嘉會洞 韓氏 家屋) 등으로 불렸으며, 해방 후 서울시 민속자료 14호로 지정된다. 1933년 함경북도 함흥군 서퇴조면장을 역임했다.
1936년 삼남 지방에 수해가 나자 조선일보사에 수재민 위문품 7개 품목을 기탁하였다. 이후의 행적은 알려진 것이 없다.
1945년 8월 16일 그는 형 이달용(李達鎔), 윤홍섭(尹弘燮), 김익동(金益東) 등과 황실 종친들이 주측이 되어 구황실관리위원회를 조직, 그해 11월 8일 해산하였다.

## 가족 관계
첫 결혼 시점은 알 수 없으나 1901년(광무 5) 5월, 헌종의 계비 명헌태후의 望八(71세)을 기념하는 신축진찬의궤(辛丑進饌儀軌)에는 참석자 명단 중에 유학 이규용의 부인 홍씨가 등장한다.
- 아버지 : 완순군 이재완(李載完, 1855년 음력 12월 5일 ~ 1922년 8월 11일)
- 어머니 : 대구서씨(徐氏, ? ~ 1923년), 서상조의 딸
  - 형 : 이달용 (李達鎔, 1883년 ~ 1948년)
    - 조카 : 이씨
    - 조카 : 이해선(李海善, 1905년 ~ 1983년), 화가
    - 조카 : 이해명(李海明, 1911년 ~ ?) - 흥친왕의 차남 이문용의 양자로 출계
    - 조카 : 이해상(1913년 ~ 1985년)
      - 종손녀 : 이남주 (피아니스트, 전 성심여대 교수)

    - 조카 : 이길영(1916년 ~ ?)
    - 조카 : 이우영(李又英, 1920년 ~ 1938년 1월 28일)
    - 조카 : 이해영(李海英, 1925년 ~ 1979년 11월 18일), 대학 교수
- 부인 : 풍산홍씨, 문과 비서원승 홍순구(洪淳九)의 딸
- 첩 : 이경수(李慶洙, 1893년 ~ 1968년 1월 18일), 1924년 원불교에 귀의했으며 법명은 이동진화(李東震華), 법호는 육타원(六陀圓)

## 기타
독립운동가이며 대한민국 임시정부 파리위원부와 구미위원부에서 활동한 독립운동가 이관용은 그의 숙부 이재곤의 셋째 아들이었다. 황족인 이관용은 그의 양가(養家)로 6촌이 된다.